# Skowyt (film 2010)
Skowyt (ang. Howl) – amerykański film biograficzno-dramatyczny z 2010 roku w reżyserii Roba Epsteina i Jeffreya Friedmana. Zdjęcia kręcono w Nowym Jorku. W Polsce premiera odbyła się 30 marca 2012 roku.

## Fabuła
Dramat koncentrujący się na procesie sądowym homoseksualnego artysty Allena Ginsberga, oskarżonego o obrazę moralności po publikacji wiersza pt. Skowyt. Film jest równocześnie portretem artysty − odszczepieńca (osoba, która zerwała z tradycją), który przełamuje granice, by odnaleźć miłość i odkupienie.

## Obsada
- James Franco jako Allen Ginsberg
- Aaron Tveit jako Peter Orlovsky
- Jon Hamm jako Jake Ehrlich
- David Strathairn jako Ralph McIntosh
- Alessandro Nivola jako Luther Nichols
- Mary-Louise Parker jako Gail Potter
- Bob Balaban jako sędzia Clayton W. Horn
- Jeff Daniels jako profesor David Kirk
- Jon Prescott jako Neal Cassady
- Treat Williams jako Mark Schorer
- Todd Rotondi jako Jack Kerouac
- Andrew Rogers jako Lawrence Ferlinghetti

## Sprzedaż
W Stanach Zjednoczonych w pierwszy weekend film zarobił 51.185 dolarów. Do 6 lutego 2011 roku film uzyskał wynik 617.334 USD.